# Nebelparder
Der Nebelparder (Neofelis nebulosa) ist eine mittelgroße Großkatzenart des südöstlichen Asiens. Er sieht entfernt einem Leoparden ähnlich, ist aber kleiner und hat größere, nebelhafte Flecken, denen er seinen Namen verdankt. Zusammen mit dem 2006 als eigenständige Art abgegrenzten Sunda-Nebelparder (Neofelis diardi) auf Borneo und Sumatra bildet er die Gattung Neofelis. Die schlanken Katzen sind gute Kletterer und sind gekennzeichnet durch große, dunkle und unregelmäßig geformte Flecken auf gelblich-braunem bis gräulichem Grund. Als Besonderheit weisen sie zudem stark verlängerte Eckzähne auf, die im Verhältnis zu ihrer Körpergröße die längsten aller heute lebenden Katzenarten sind.
Über die Lebensweise der Tiere in der Wildnis liegen nur wenige Informationen vor. Viele Angaben zum Verhalten stammen von Tieren in Gefangenschaft, hinzu kommen Daten von einzelnen Tieren, die mit Sendern ausgestattet wurden. Nebelparder jagen verschiedene Beutetiere in ihren Lebensräumen, darunter vor allem Affen, kleine Hirsche, Bartschweine und Stachelschweine. Aufgrund des Pelzhandels und der Bejagung der Tiere im Kontext der Traditionellen Chinesischen Medizin gingen die Bestände der Tiere in weiten Teilen ihres ursprünglichen Verbreitungsraumes stark zurück, in großen Teilen sind sie heute nicht mehr anzutreffen. Die Hauptbedrohung für die Tiere stellt heute allerdings der Lebensraumverlust durch die Umwandlung von Waldgebieten in landwirtschaftliche Flächen und den kommerziellen Holzeinschlag dar.

## Merkmale

### Körperbau

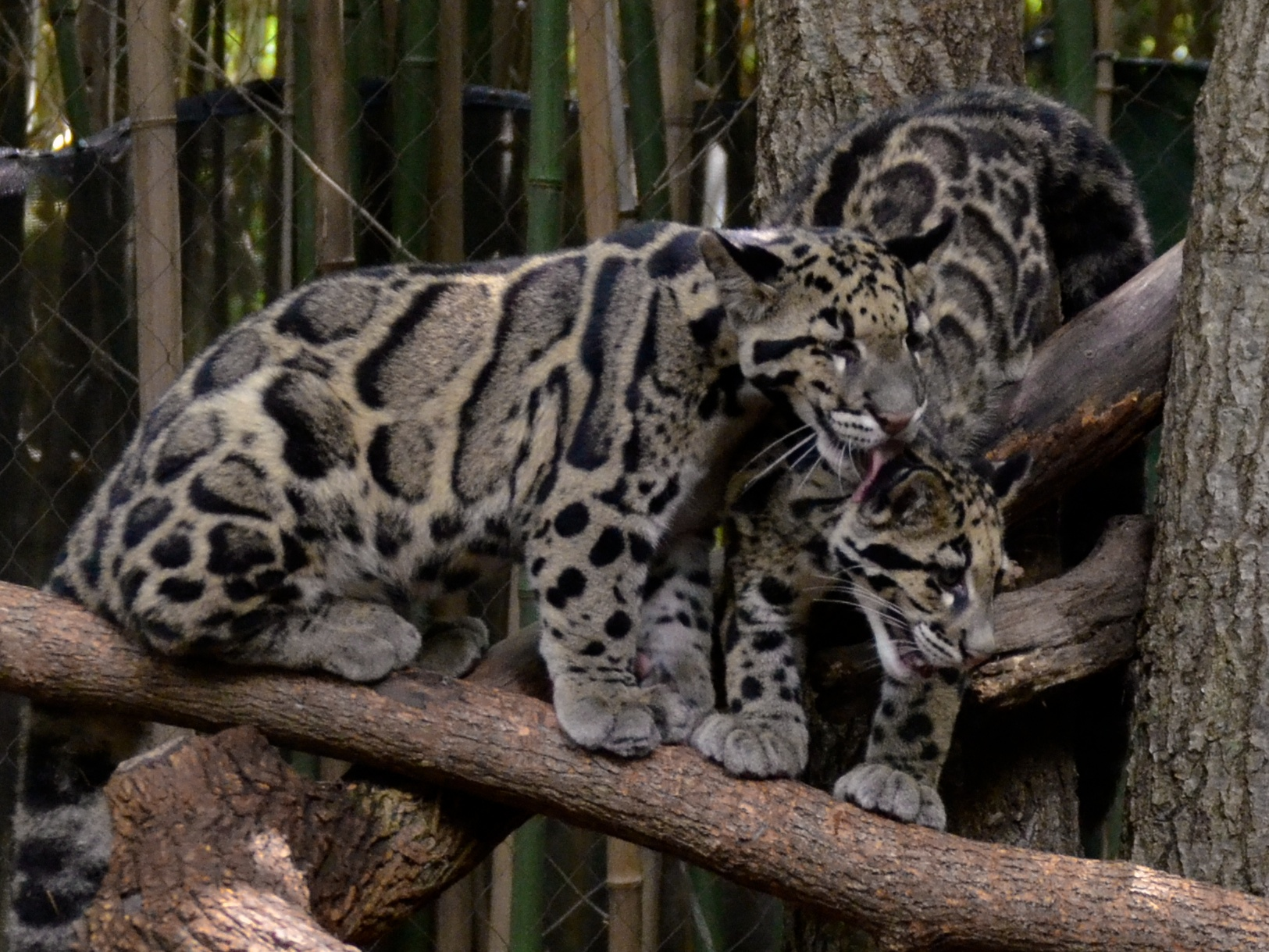
Nebelparder

Nebelparder erreichen eine Kopf-Rumpf-Länge von etwa 68 bis 108 Zentimetern mit einer Schwanzlänge von etwa 60 bis 85 Zentimetern und eine Schulterhöhe von etwa 41 Zentimetern. Das Gewicht bewegt sich normalerweise zwischen 11 und 23 Kilogramm, wobei die ausgewachsenen Männchen in der Regel etwas größer und schwerer als die Weibchen sind. Damit erreicht ein großer ausgewachsener Nebelparder etwa die Größe eines kleinen Leoparden (Panthera pardus).
Der Körperbau des Nebelparders ist mit seinen relativ kurzen Beinen, einem langen Körper und dem langen Schwanz bestens ans Klettern angepasst. Die Füße sind breit, die ungewöhnlich langen Krallen wirken wie Steigeisen und helfen ihm beim Erklimmen von Bäumen. Nebelparder können nahezu senkrecht Bäume besteigen. Der Schädel ist im Vergleich zu dem anderer Katzen lang, flach und schmal, die Tatzen sind groß und breit. Wie fast alle Katzen kann der Nebelparder seine Krallen einziehen, um sie zu schonen, wenn sie gerade nicht benutzt werden.

### Fellzeichnung
Die Fellzeichnung ähnelt verblüffend der wesentlich kleineren Marmorkatze, die ebenfalls in Südostasien beheimatet ist. Auf gelblich-braunem bis gräulichem Grund trägt der Nebelparder an den Flanken große, dunkle und unregelmäßig geformte Flecken. Jeder dieser Flecken wird nach innen hin blasser und ist am Hinterrand schwarz umfasst. Die größten Flecken befinden sich an den Flanken direkt hinter den Schultern, nach hinten werden sie kleiner. An den Beinen, am Kopf und am Schwanz sind die Flecken kleiner und einfarbig schwarz. Am Nacken und an den Wangen befinden sich dunkle Längsstreifen und der hintere Schwanzbereich ist dunkel geringelt. Die Unterseite des Körpers ist weißlich. Es sind auch schwarze oder fast weiße Exemplare des Nebelparders bekannt.
Der Sunda-Nebelparder (Neofelis diardi) hat dunklere Wolken-Zeichnungen des Fells. Er ist auch insgesamt dunkler und besitzt einen charakteristischen durchgehenden doppelten Aalstrich.

### Merkmale des Schädels

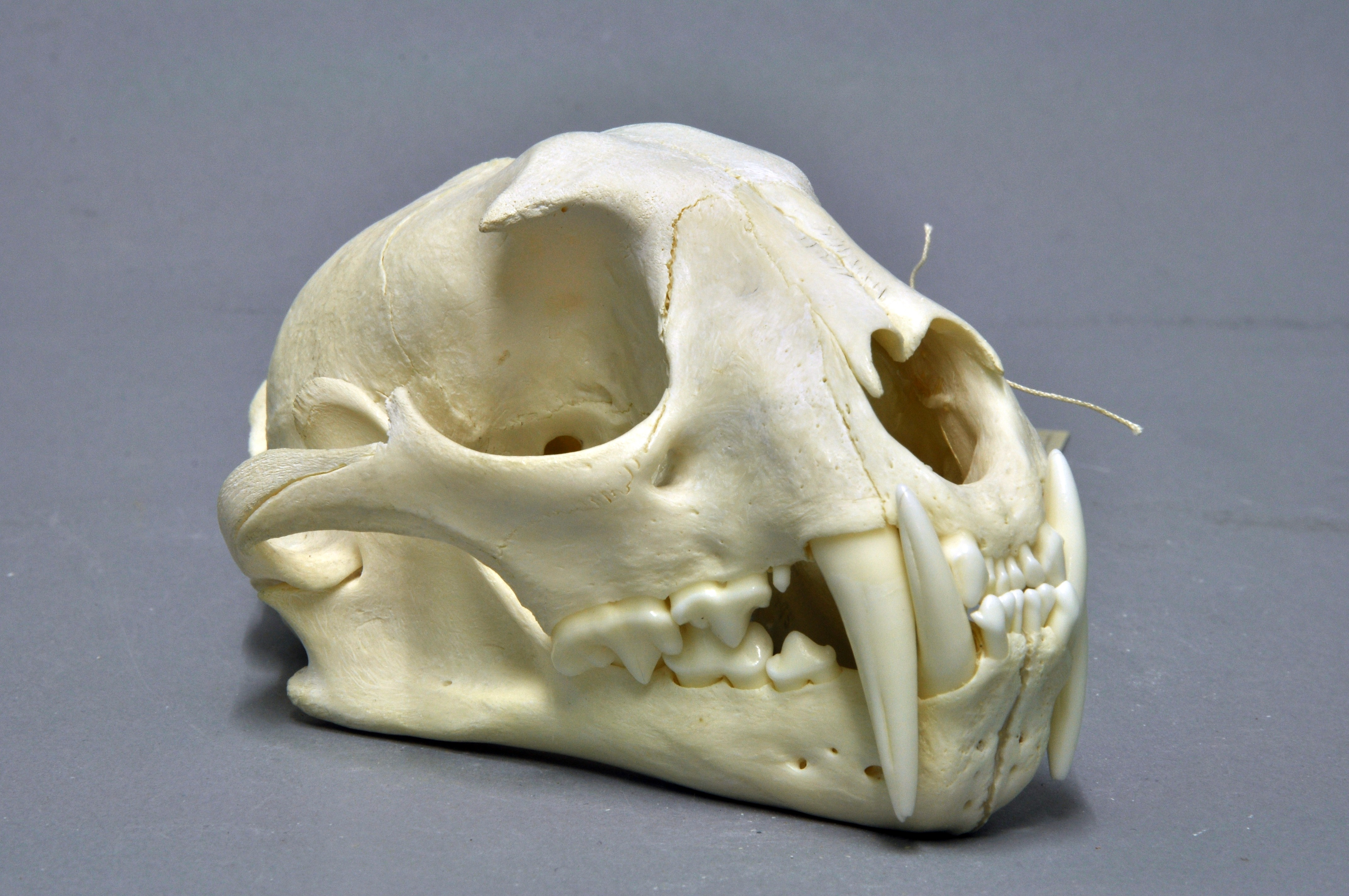
Schädel (Sammlung Museum Wiesbaden)

Der Schädel der Tiere ist länglich und entspricht dem des Leoparden. Die ca. 4,5 cm langen oberen Eckzähne der Nebelparder sind im Verhältnis zur Körpergröße länger als bei jeder anderen lebenden Katzenart, teilweise wurden sie mit denen der Säbelzahnkatzen verglichen. Auch die Schädelmorphologie des Nebelparders unterscheidet sich von der anderer lebender Katzenarten und nähert sich in mancher Hinsicht der Morphologie ursprünglicherer Säbelzahnkatzen an, auf eine Konvergenz mehrerer Merkmale bei diesen und dem Nebelparder hindeutend. Im Vergleich zu diesen sind ihre oberen Eckzähne weniger abgeflacht und auch die unteren Eckzähne sind verlängert, was bei den Säbelzahnkatzen typischerweise nicht bzw. nur bei einigen, wie  dem Paramachairodus, vorkam. Da primitivere fossile Katzen, wie etwa Pseudaelurus, auch etwas abgeflachte obere Eckzähne hatten, könnte dies ein ursprüngliches, plesiomorphes, Merkmal für die gesamten Katzen sein. Der Sunda-Nebelparder, der bis 2006 als Unterart des Nebelparders betrachtet wurde, weist allerdings noch stärkere Analogien zu den Säbelzahnkatzen auf als der Nebelparder.
Eine weitere Besonderheit im Zahnbau ist die Lücke zwischen den Eckzähnen und den Backenzähnen, die dadurch zustande kommt, dass der erste Vordermahlzahn reduziert ist oder völlig fehlt. Im Unterschied zu den Eigentlichen Großkatzen der Gattung Panthera ist das Zungenbein bei den Nebelpardern verknöchert.

## Verbreitung und Lebensraum
Verbreitet ist der Nebelparder im Südosten Asiens, von der südlichen Volksrepublik China bis Malakka und vom östlichen Himalaya bis Vietnam. Die Nordgrenze des Verbreitungsgebietes liegt in der chinesischen Provinz Shaanxi. Auf dem Indischen Subkontinent ist der Nebelparder nur im äußersten Nordosten zu finden. Früher kam die Art auch auf den Inseln Taiwan und Hainan vor. Wann die Nebelparder die Insel Taiwan besiedelten, ist unklar. Aus historischen Aufzeichnungen geht jedoch hervor, dass sie im 13. Jahrhundert bereits auf Taiwan vorkamen. Im Februar 2019 sollen noch zwei Sichtungen eines Nebelparders im Osten Taiwans erfolgt sein.
Nach Angaben der IUCN gibt es Vorkommen des Nebelparders in Bhutan, Nepal, Indien, Bangladesch, der Volksrepublik China, Kambodscha, Laos, Malaysia, Myanmar, Thailand und Vietnam.
Der Nebelparder lebt in verschiedenen Waldtypen und steigt im Gebirge bis etwa 2000 m hoch. So findet man ihn in tropischen und subtropischen Primär- und Sekundärwäldern, unter anderem auch in Buschwäldern, hohem Grasland und Mangrovensümpfen. Der typische Lebensraum des Nebelparders in Thailand ist vermutlich der immergrüne tropische Regenwald, wobei er teilweise sehr dicht bewachsene Habitate nutzt. In Nepal konnten mit Sendern ausgestattete Tiere unter anderem in trockene Wälder, Bergwälder und in Habitate mit hohem Grasbestand verfolgt werden.

## Lebensweise
Bisher ist relativ wenig über die Lebensgewohnheiten dieser kaum erforschten und scheuen Katze bekannt, nur wenige Tiere vor allem in Thailand und Nepal konnten mit Sendern ausgestattet und so in der Wildnis erforscht werden. Nebelparder leben weitgehend einzelgängerisch und halten sich angeblich vorwiegend im Geäst auf. Sie scheinen den Tag meist in einer Astgabel oder einer Baumhöhle zu verbringen und gehen erst nachts, teilweise wohl auch tagsüber, auf Jagd. Aufgrund von Aufnahmen aus Kamerafallen konnte nachgewiesen werden, dass sie sowohl nachts wie auch tagsüber aktiv sind. Zwei mit Sendern ausgestattete Tiere in Thailand waren zu 45 % tagsüber, zu 85 % in der Abenddämmerung und zu etwa 60 % nachts aktiv. Die geringste Aktivität zeigten die Tiere zur Mittagszeit und in den frühen Morgenstunden vor Sonnenaufgang. Das Weibchen aus dieser Besenderung nutzte ein Revier mit einer Größe von etwa 33,3 Quadratkilometer, das Männchen eines von 36,7 Quadratkilometern Größe. Dabei wird angenommen, dass die tatsächlichen Reviergrößen deutlich größer sind, vor allem die der Männchen.
Sie jagen in der Regel am Boden und aus dem Geäst heraus und bei den Aktivitätsbeobachtungen der besenderten Tiere fanden die meisten Bewegungen am Boden statt während die Bäume vor allem zum Rückzug und als Ruheplätze genutzt werden. Beobachtungen in Zoos zeigen, dass der Nebelparder einer der besten Kletterer unter den Katzen ist. Er läuft Baumstämme mit dem Kopf voran herab, hangelt an waagrechten Ästen, mit dem Rücken nach unten hängend entlang oder hängt nur mit den Hinterpfoten festgekrallt von einem Ast herab. Kein anderes Raubtier dieser Größe ist zu ähnlich akrobatischen Kletterleistungen fähig. Beim Klettern ist ihm der lange Schwanz beim Halten der Balance eine Hilfe.

### Beutetiere
Zu den Beutetieren gehören Hirsche wie Muntjaks (Muntiacus), Kantschile (Tragulus) und junge Sambars (Cervus unicolor), Schweine wie das Bartschwein (Sus barbatus), Stachelschweine, Affen, Musangs (Paradoxurus hermaphroditus) und Vögel, aber auch Schlangen und andere Kleintiere. Aufgrund seiner langen Eckzähne und seines verhältnismäßig kräftigen Körperbaus hatte man früher angenommen, er würde größere Huftiere als Beute bevorzugen, doch neuere Beobachtungen weisen darauf hin, dass seine Hauptnahrung wohl eher Primaten wie die Javaneraffen (Macaca fascicularis), die Südlichen Schweinsaffen (Macaca nemestrina) oder verschiedene Languren und Gibbons sind. Hinzu kommen selten auch Haustiere wie Ziegen, Schweine und Geflügel.
Er lauert seinen Beutetieren oft von einem Ast aus auf und springt sie von oben herab an. Häufig jagt er allerdings auch am Boden. Vor der Mahlzeit raspelt er das Fell oder die Federn der Beute mit seiner hornigen Zunge ab.

### Fortpflanzung

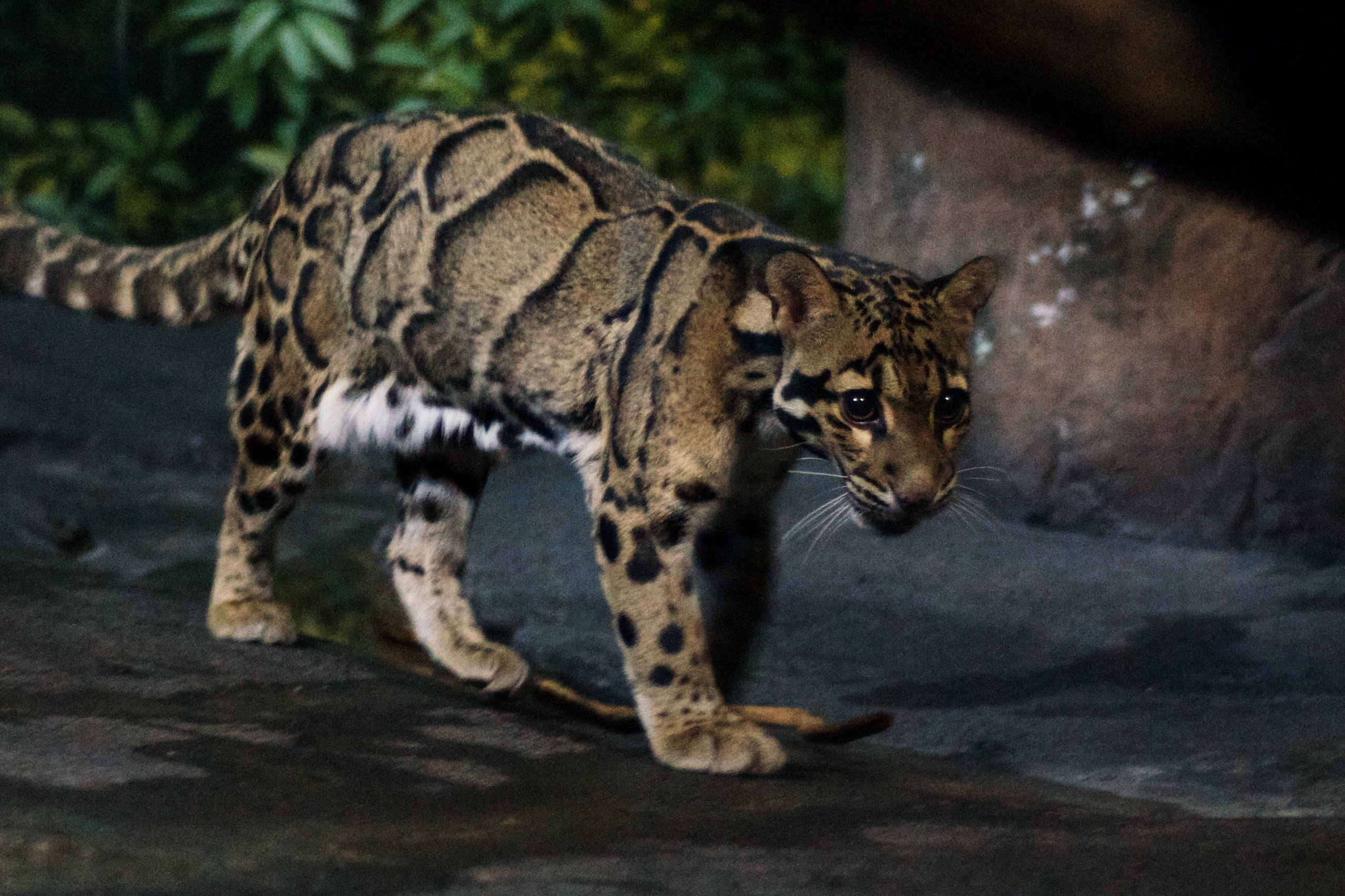
Jungtier im Cincinnati Zoo

Berichten zufolge soll der Nebelparder seine Jungen in Baumhöhlen zur Welt bringen. Gesicherte Befunde über das Fortpflanzungsverhalten liegen aber nur von Tieren in Gefangenschaft vor. Bei der Paarung in der Gefangenschaft kommt es allerdings häufig zu Aggressionen, bei denen gelegentlich die Weibchen von den Männchen durch einen Nackenbiss getötet werden. Die größten Erfolge bei der Zucht wurden mit Männchen und Weibchen erzielt, die bereits wenige Wochen nach der Geburt zusammengebracht wurden und sich entsprechend von der Jugend an kennen.
Die Jungen kommen in Gefangenschaft in allen Monaten außer Dezember zur Welt, mit einem Geburtenmaximum im März. Der Östrus dauert sechs Tage und tritt etwa alle 30 Tage ein. Die Tragzeit dauert 85 bis 109, meistens 88 bis 95, Tage. In einem Wurf befinden sich ein bis fünf, meist aber zwei bis drei Jungtiere. Sie sind anfangs blind und wiegen rund 140 bis 170 Gramm. Nach etwa zehn bis elf Tagen öffnen sie die Augen. Obwohl sie nach sieben bis zehn Wochen erste feste Nahrung zu sich nehmen, werden sie etwa fünf Monate lang gesäugt. Die Flecken sind bei der Geburt völlig schwarz und hellen sich dann in den Zentren immer mehr auf, bis sie nach einem halben Jahr dem Muster der erwachsenen Tiere entsprechen. Man nimmt an, dass Nebelparder mit etwa neun Monaten selbstständig sind. Sowohl Männchen als auch Weibchen sind mit 20 bis 30 Monaten fortpflanzungsfähig.
Die durchschnittliche Lebenserwartung liegt bei etwa 11 Jahren, in Gefangenschaft haben einzelne Exemplare ein Alter von bis zu 17 Jahren erreicht.

## Systematik

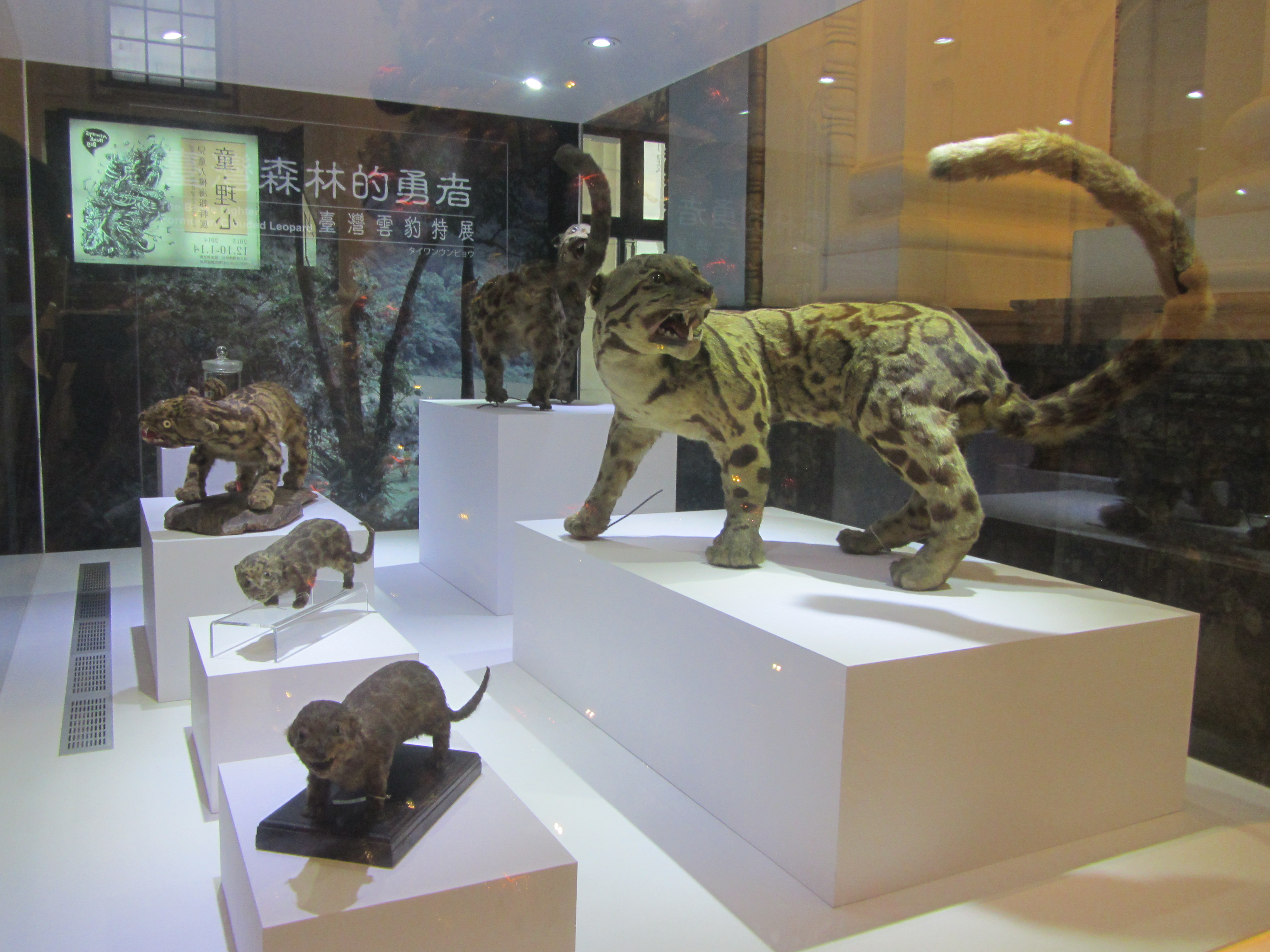
Präparat eines Taiwan-Nebelparders (Neofelis nebulosa brachyura)

Der Nebelparder wird als eigenständige Art der Gattung Neofelis innerhalb der Katzen eingeordnet. Wissenschaftlich erstbeschrieben wurde er von Edward Griffith im Jahr 1821 als Felis nebulosa und damit den Katzen zugeordnet. Die von ihm beschriebenen Tiere stammten dabei aus Guangzhou im Süden der Volksrepublik China, das damals als Canton bzw. Kanton bekannt war.
Gelegentlich wird Neofelis als Subgattung der Eigentlichen Großkatzen (Panthera) angesehen, durch ihr verknöchertes Zungenbein und andere Merkmale unterscheidet sich die Gattung Neofelis jedoch von den anderen Großkatzen. Die beiden Gattungen stellen jedoch Schwestergruppen dar, die sich vor etwa sechs bis acht Millionen Jahren getrennt haben.
|  | † Säbelzahnkatzen (Machairodontinae)                       |
|  |                                                            |
|  | \| \| Großkatzen \| \| \| \| \| \| Kleinkatzen \| \| \| \| |
|  |                                                            |
|  | Großkatzen                                                 |
|  |                                                            |
|  | Kleinkatzen                                                |
|  |                                                            |

|  | Großkatzen  |
|  |             |
|  | Kleinkatzen |
|  |             |

|  | Nebelparder (N. nebulosa)     |
|  |                               |
|  | Sunda-Nebelparder (N. diardi) |
|  |                               |

|  | Tiger (P. tigris)        |
|  |                          |
|  | Schneeleopard (P. uncia) |
|  |                          |

|  | Jaguar (P. onca)                                                      |
|  |                                                                       |
|  | \| \| Leopard (P. pardus) \| \| \| \| \| \| Löwe (P. leo) \| \| \| \| |
|  |                                                                       |
|  | Leopard (P. pardus)                                                   |
|  |                                                                       |
|  | Löwe (P. leo)                                                         |
|  |                                                                       |

|  | Leopard (P. pardus) |
|  |                     |
|  | Löwe (P. leo)       |
|  |                     |

|  | Tiger (P. tigris)        |
|  |                          |
|  | Schneeleopard (P. uncia) |
|  |                          |

|  | Jaguar (P. onca)                                                      |
|  |                                                                       |
|  | \| \| Leopard (P. pardus) \| \| \| \| \| \| Löwe (P. leo) \| \| \| \| |
|  |                                                                       |
|  | Leopard (P. pardus)                                                   |
|  |                                                                       |
|  | Löwe (P. leo)                                                         |
|  |                                                                       |

|  | Leopard (P. pardus) |
|  |                     |
|  | Löwe (P. leo)       |
|  |                     |

|  | Nebelparder (N. nebulosa)     |
|  |                               |
|  | Sunda-Nebelparder (N. diardi) |
|  |                               |

|  | Tiger (P. tigris)        |
|  |                          |
|  | Schneeleopard (P. uncia) |
|  |                          |

|  | Jaguar (P. onca)                                                      |
|  |                                                                       |
|  | \| \| Leopard (P. pardus) \| \| \| \| \| \| Löwe (P. leo) \| \| \| \| |
|  |                                                                       |
|  | Leopard (P. pardus)                                                   |
|  |                                                                       |
|  | Löwe (P. leo)                                                         |
|  |                                                                       |

|  | Leopard (P. pardus) |
|  |                     |
|  | Löwe (P. leo)       |
|  |                     |

|  | Tiger (P. tigris)        |
|  |                          |
|  | Schneeleopard (P. uncia) |
|  |                          |

|  | Jaguar (P. onca)                                                      |
|  |                                                                       |
|  | \| \| Leopard (P. pardus) \| \| \| \| \| \| Löwe (P. leo) \| \| \| \| |
|  |                                                                       |
|  | Leopard (P. pardus)                                                   |
|  |                                                                       |
|  | Löwe (P. leo)                                                         |
|  |                                                                       |

|  | Leopard (P. pardus) |
|  |                     |
|  | Löwe (P. leo)       |
|  |                     |

Der Nebelparder galt bis 2006 als einzige Art der Gattung Neofelis. Molekulargenetische und morphometrische Untersuchungen ergaben, dass die Nebelparder der indonesischen Inseln Sumatra und Borneo eine eigene Art darstellen. Sie unterscheiden sich äußerlich vor allem durch ihre dunklere Fellzeichnung von den Nebelpardern des südostasiatischen Festlandes. Auf genetischer Ebene sind die beiden Formen ebenso verschieden wie die Arten der Gattung Panthera untereinander, demnach sind zwei Arten, Neofelis nebulosa und Sunda-Nebelparder (Neofelis diardi), zu unterscheiden.
Nach aktuellem Stand unterscheidet man zwei rezente Unterarten des Nebelparders:
- der Indochina-Nebelparder (Neofelis nebulosa nebulosa (Griffith, 1821)) ist die Nominatform. Er kommt vom südlichen China bis auf die Malaiische Halbinsel vor.
- Nordindischer Nebelparder (Neofelis nebulosa macrosceloides Hodgson, 1853) lebt in den südasiatischen Gebieten von Nepal bis Myanmar.

2005 wurden noch vier Unterarten betrachtet. Der Sunda-Nebelparder (Neofelis diardi (Cuvier, 1823)) auf Sumatra und Borneo, der als Unterart Neofelis nebulosa diardi angesehen wurde, wurde 2006 als eigenständige Art beschrieben und etabliert. Der eigenständige Unterartstatus des vormals auf Taiwan verbreiteten und wahrscheinlich ausgestorbenen Taiwanischen Nebelparders (Neofelis nebulosa brachyurus (Swinhoe, 1862), auch Li’uljaw) gilt als umstritten aufgrund zu geringer Unterschiede zu den Tieren auf dem asiatischen Festland und wurde entsprechend aufgehoben.

## Nebelparder und Menschen
Es liegen Berichte vor, denen zufolge Nebelparder Menschen angegriffen haben sollen, aber anscheinend wurden die betreffenden Tiere in diesen Fällen besonders gereizt. Nebelparder gelten in Gefangenschaft als verspielt und zahm, oft lassen sie sich sogar von ihren Pflegern streicheln.
Früher waren Zuchterfolge bei Nebelpardern selten, da die Männchen häufig die Weibchen töteten. Heute umgeht man dieses Problem dadurch, dass man ein Paar möglichst jung aneinander gewöhnt.

### Bejagung und Pelzhandel
Wie bei anderen Wildkatzen hatte auch beim Nebelparder die Jagd und Nutzung als Pelztier eine zentrale Bedeutung, sowohl kulturell als auch kommerziell. In der Mythologie der taiwanischen Ureinwohner nehmen die Nebelparder eine wichtige Stellung ein. So glauben die Indigenen des Volkes der Rukai, dass ihre Vorfahren einem Nebelparder folgten, um in ihr angestammtes Land zu gelangen. Bei dem Volk der Pawai darf das Nebelparderfell nur von Adligen getragen werden.
Die kommerzielle Bejagung von Katzen aufgrund ihrer Pelze begann im 17. Jahrhundert mit der organisierten Jagd auf Kanadische Luchse in Nordamerika und verstärkte sich im 19. Jahrhundert, als vor allem gefleckte und gestreifte Katzenfelle aus den tropischen Regionen als Pelze für die Bekleidungsindustrie und als Dekoration populär wurden. Aufgrund des Pelzhandels, bei dem ein Nebelparderfell bis zu 2000 US-Dollar einbrachte, wurde der Nebelparder entsprechend einige Zeit lang stark bejagt. Vor allem in der Mitte des 20. Jahrhunderts führte dies zu einem massiven Rückgang der Populationen bei den meisten betroffenen Katzenarten, auch der des Nebelparders. Mit dem Rückgang der Großkatzen und den ersten Handels- und Fangverboten für die Pelzwirtschaft in diesen Jahrzehnten konzentrierten sich die Jäger mehr und mehr auf die kleineren Katzenarten.
Auch heute noch wird er allerdings von Wilderern verfolgt, die es oft auch auf seine Knochen abgesehen haben, die in der traditionellen chinesischen Medizin Verwendung finden. Seine langen Eckzähne sind bei indigenen Völkern für medizinische und zeremonielle Zwecke begehrt.

### Bestand und Gefährdung

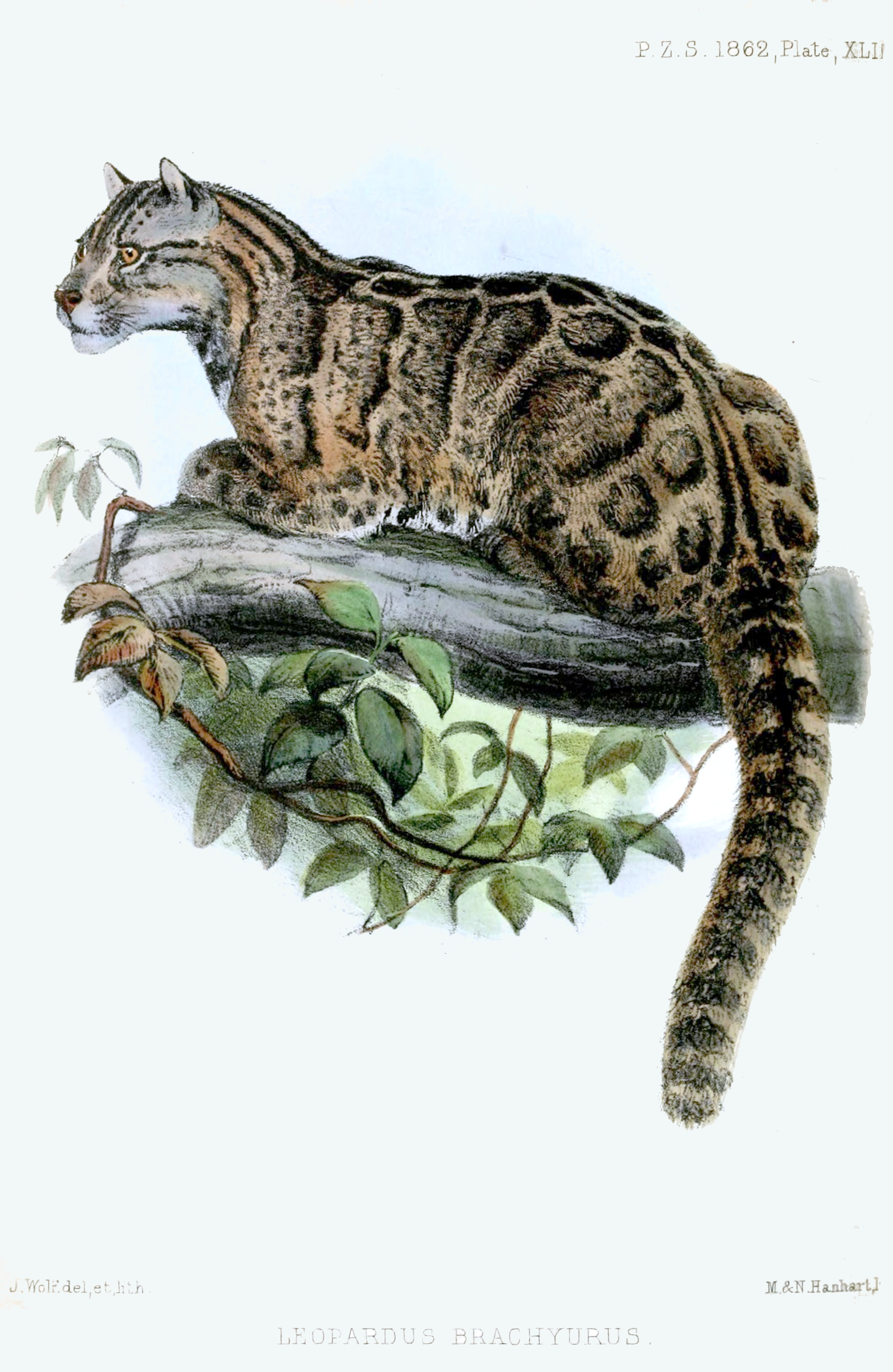
Taiwanischer Nebelparder, Zeichnung von Joseph Wolf in den Proceedings of the Zoological Society of London, 1862

Der Nebelparder besitzt ein insgesamt großes Verbreitungsgebiet, die Gesamtpopulation wird von der Weltnaturschutzunion IUCN in der Roten Liste gefährdeter Arten allerdings als gefährdet  (vulnerable) eingestuft. Es liegen keine genauen Bestandszahlen dieser Katzen vor, wobei die jeweils recht kleinen Vorkommen heute vielerorts zersplittert und stark fragmentiert sind. In China, wo die Art südlich des Jangtsekiang einst weit verbreitet war, sind die Bestände durch Wilderei stark zusammengeschrumpft und aktuelle Nachweise sind sehr selten. Welche Gebiete Chinas noch Nebelparder beherbergen, ist kaum bekannt. Aus Bangladesch ist der Nebelparder nahezu verschwunden und kommt nur noch an den nordöstlichen und südöstlichen Rändern des Landes vor.  In Nepal wurde er zum letzten Mal im Jahr 1863 sicher nachgewiesen, doch einige Exemplare wurden hier im Jahr 1987 aufgespürt.
Auf Hainan ist er heute ausgestorben. In den Bergwäldern von Taiwan erfolgte die letzte Sichtung im Jahr 1983 und seit 1996 gilt er dort als ausgestorben. Ob die Unterart tatsächlich völlig ausgestorben ist, wird seit 1983 bis heute teilweise angezweifelt. Im Jahr 1989 tauchte ein Fell eines jungen Exemplars auf; es wurde im Bereich Taroko-Nationalpark gefunden. Zwischen 2000 und 2004 wurden an 377 Stellen in verschiedenen Gebieten der Insel Kamerafallen aufgestellt. An insgesamt 13.354 Kamerafallentagen wurde kein Exemplar fotografiert. Im Jahr 2013 endete die 13-jährige Suche, bei der 1500 Infrarotdetektoren und Kamerafallen in den drei Waldgebieten von Yushan (玉山), Dawushan (大武山) und im Taroko-Nationalpark aufgestellt worden waren, ohne dass Zeichen für ein Überleben der Tierart gefunden wurden. Enttäuscht kommentierten taiwanische Zoologen das negative Studienergebnis und stellten fest, dass das ausgestopfte Exemplar im Taiwan-Nationalmuseum nun der einzige verbliebene Taiwanische Nebelparder in ihrem Land sei. Im Februar 2019 sollen jedoch noch zwei Sichtungen eines Nebelparders im Osten von Taiwan erfolgt sein.
Obwohl der Nebelparder trotz Schutzstatus teilweise bis heute bejagt wird, geht die Hauptbedrohung für die Bestände jedoch heute von der Zerstörung der verfügbaren Lebensräume aus. Die Vernichtung der Regenwälder zur Gewinnung von landwirtschaftlichen Nutzflächen in weiteren Teilen des Verbreitungsgebietes, vor allem aber die ökologische Zerstörung der Wälder durch kommerziellen (exportorientierten) Holzeinschlag im gesamten Verbreitungsgebiet schreitet in Südostasien immer weiter voran.

### Schutzmaßnahmen
Seit 1976 fällt der Nebelparder wie andere Katzenarten unter das Washingtoner Artenschutzübereinkommen (engl. CITES) und ist zusammen mit den meisten anderen wildlebenden Katzenarten in Anhang B der Verordnung (EG) Nr. 338/97 (EU-ArtenschutzVO) gelistet, so dass international und vor allem auch in der Europäischen Union die Einfuhr und Vermarktung, also auch Kauf- oder Verkaufsangebote sowie das Zurschaustellen zu kommerziellen Zwecken, grundsätzlich verboten sind. In Deutschland ist die Art über das Washingtoner Artenschutzabkommen „besonders geschützt“. So sind etwa Besitz und Verarbeitung von lebenden Tieren sowie Teilen von Tieren (Präparate, Pelze) verboten.

## Bezeichnungen
Bei einigen Einheimischen heißt der Nebelparder sebegyar oder bandar bagh (Hindi), was so viel wie Affenfänger bzw. Affentiger bedeutet. Die englische Bezeichnung clouded leopard („wolkiger Leopard“) bezieht sich wie die deutsche Bezeichnung auf die rauchigen Flecken, die etwas an Nebel oder Wolken erinnern.
Weitere Bezeichnungen in verschiedenen asiatischen Sprachen sind Lamchita (Bengali), Ghodaphutuki bagh (Asamiya), Pungmar (Lepcha), Kung (Bhotia), Amchita (Nepali), Kelral (Mizo).
Der Artzusatz nebulosa im wissenschaftlichen Namen ist das lateinische Wort für nebelig oder rauchgrau.

## Belege
1. 1 2 3 4 5 6 7 8 9 10 11 12 13 14 15 16 17 18 19  
Indochinese Clouded Leopard – Neofelis nebulosa In: Don E. Wilson, Russell A. Mittermeier (Hrsg.): Handbook of the Mammals of the World. Volume 1: Carnivores. Lynx Edicions, Barcelona 2009, ISBN 978-84-96553-49-1, S. 127.
2. 1 2 3 4  Bernhard Grzimek: Grzimeks Tierleben. Band 12, dtv, 1979, ISBN 3-423-03207-3, S. 331–333.
3. 1 2  Mel Sunquist, Fiona Sunquist: Wildcats of the World. University of Chicago Press, 2002, ISBN 0-226-77999-8, S. 279  (Auszug (Google))
4. 1 2 3  Mainland clouded Leopard. Webseite der Cat Specialist Group der IUCN, abgerufen am 28. Januar 2024.
5. ↑  Neue Art von Großkatzen in Indonesien bestimmt. In: Die Welt. 16. März 2007.
6. 1 2 3  Per Christiansen: Sabertooth characters in the clouded leopard (Neofelis nebulosa Griffiths 1821). Journal of Morphology 267 (10), Oktober 2006; S. 1186–1198. doi:10.1002/jmor.10468
7. 1 2  Per Christiansen: Species Distinction and Evolutionary Differences in the Clouded Leopard (Neofelis nebulosa) and Diard's Clouded Leopard (Neofelis diardi). Journal of Mammalogy 89 (6), Dezember 2008; S. 1435–1446. doi:10.1644/08-MAMM-A-013.1
8. 1 2 3 4 5 6 7  Neofelis nebulosa in der Roten Liste gefährdeter Arten der IUCN 2021. Eingestellt von: T. Gray, J .Borah, C.N.Z. Coudrat, Y. Ghimirey, A. Giordano, E. Greenspan, W. Petersen, S. Rostro-García, M. Shariff, W. Wai-Ming, 2020. Abgerufen am 7. September 2023.
9. 1 2  fraessdorf: Taiwanischer Nebelparder (Neofelis nebulosa) - Infos & Bilder. In: artensterben.de. 2. Mai 2022, abgerufen am 1. Oktober 2022 (deutsch).
10. 1 2  Keoni Everington: »Extinct« Formosan clouded leopard spotted in E. Taiwan auf taiwannews.com.tw., 23. Februar 2019;abgerufen am 6. September 2023.
11. 1 2 3 4  Mel Sunquist, Fiona Sunquist: Wildcats of the World. University of Chicago Press, 2002, ISBN 0-226-77999-8, S. 282  (Auszug (Google))
12. 1 2  
Edward Griffith: „Felis nebulosa.“ In: General and particular descriptions of the vertebrated animals : arranged conformably to the modern discoveries and improvements in zoology Order Carnivora. London, Printed for Baldwin, Cradock, and Joy, MDCCCXXI [1821] (Digitalisat).
13. 1 2  
Don E. Wilson & DeeAnn M. Reeder (Hrsg.): Neofelis nebulosa in Mammal Species of the World. A Taxonomic and Geographic Reference (3rd ed).
14. ↑  Valerie A. Buckley-Beason, Warren E. Johnson, William G. Nash, Roscoe Stanyon, Joan C. Menninger, Carlos A. Driscoll, JoGayle Howard, Mitch Bush, John E. Page, Melody E. Roelke, Gary Stone, Paolo P. Martelli, Ci Wen, Lin Ling, Ratna K. Duraisingam, Phan V. Lam, Stephen J. O’Brien: Molecular Evidence for Species-Level Distinctions in Clouded Leopards. In: Current Biology. Nr. 16, 5. Dezember 2006, S. 2371–2376.
15. 1 2  Andrew C. Kitchener, Mark A. Beaumont, Douglas Richardson: Geographical Variation in the Clouded Leopard, Neofelis nebulosa, Reveals Two Species. 2006 in: Current Biology 16, Ausgabe 23, S. 2377–2383. doi:10.1016/j.cub.2006.10.066
16. 1 2  
„Relationship with Humans“. In: M.E. Sunquist, F.C. Sunquist: Family Felidae (Cats) In: Don E. Wilson, Russell A. Mittermeier (Hrsg.): Handbook of the Mammals of the World. Volume 1: Carnivores. Lynx Edicions, Barcelona 2009, ISBN 978-84-96553-49-1, S. 103–115; hier S. 103–106.
17. ↑  Formosan leopard extinct: zoologists. Taipei Times, 1. Mai 2013, abgerufen am 16. Dezember 2017 (englisch).
18. ↑  
Verordnung (EG) Nr. 865/2006 der Kommission vom 4. Mai 2006 mit Durchführungsbestimmungen zur Verordnung (EG) Nr. 338/97 des Rates über den Schutz von Exemplaren wild lebender Tier- und Pflanzenarten durch Überwachung des Handels in der konsolidierten Fassung vom 27. Februar 2019; abgerufen am 19. August 2023.
19. ↑  Art. 8 Abs. 5 VO (EG) Nr. 338/97, Ausnahmen Abs. 3 bis 4.
20. ↑  
Gemäß § 7 Abs. 2 Ziff. 13a Bundesnaturschutzgesetz.
21. ↑  § 44 Abs. 2 Ziff. 1 Bundesnaturschutzgesetz; zu den Ausnahmen § 45 und § 46.
22. ↑  Paululat & Purschke: Wörterbuch der Zoologie. Spektrum Akademischer Verlag, 2011, ISBN 978-3-8274-2734-2, S. 317 (nebulosus).